# Plac Republiki w Belgradzie
Plac Republiki w Belgradzie (serb. Трг републике, do 1949 roku plac Teatralny) – plac w śródmieściu Belgradu, w dzielnicy Stari grad.

## Historia
Przez teren dzisiejszego placu przebiegała rzymska brukowana droga. Na placu stała największa brama warowna Belgradu, XVIII-wieczna Stambol kapija, zburzono ją w 1868 roku z rozkazu księcia Michała Obrenowicia, gdyż brama była postrzegana za symbol tureckiej władzy i przemocy. Pozostały po niej fundamenty, które odkopano w 1927 roku. W pobliżu bramy znajdował się meczet oraz cmentarz turecki. 
Do połowy XIX wieku plac leżał poza obszarem śródmieścia Belgradu. Formowanie placu nastąpiło po wyburzeniu bramy miejskiej. Pod koniec XIX wieku na placu znajdowała się pętla tramwajowa pierwszej linii w Belgradzie (zob. tramwaje w Belgradzie). Plac był wykorzystywany jako miejsce manifestacji politycznych w dwudziestoleciu międzywojennym. Podczas wyzwalania Belgradu w 1944 roku na placu toczyły się intensywne walki. Po wyzwoleniu zorganizowano tamże pierwszą zwycięską manifestację. Jako część Starego Belgradu plac podlega orchronie jako dobro kultury.

## Architektura
Plac jest miejscem ruchliwym, przy nim krzyżują się ważne ulice śródmieścia. Zajmuje około 4 hektary. Na północny wschód od placu znajduje się mały park z pomnikiem Branislava Nušicia, a za nim skwer z pomnikiem Vasy Čarapicia z 1954 roku i dawny Dom Jugosłowiańskiej Armii Ludowej. Na południowy wschód od placu znajduje się narożny budynek Hotelu Centar No.1  z 1923 roku.

### Obiekty położone przy placu
- gmach Muzeum Narodowego, otwarty w 1844 toku[4]
- gmach Teatru Narodowego, otwarty w 1869 roku[5]
- Palata Reuniona(inne języki) z około 1930 roku[7]
- Dom Prasy(inne języki) z 1961 roku[4]
- pomnik księcia Michała(inne języki) z 1882 roku[5]

## Galeria

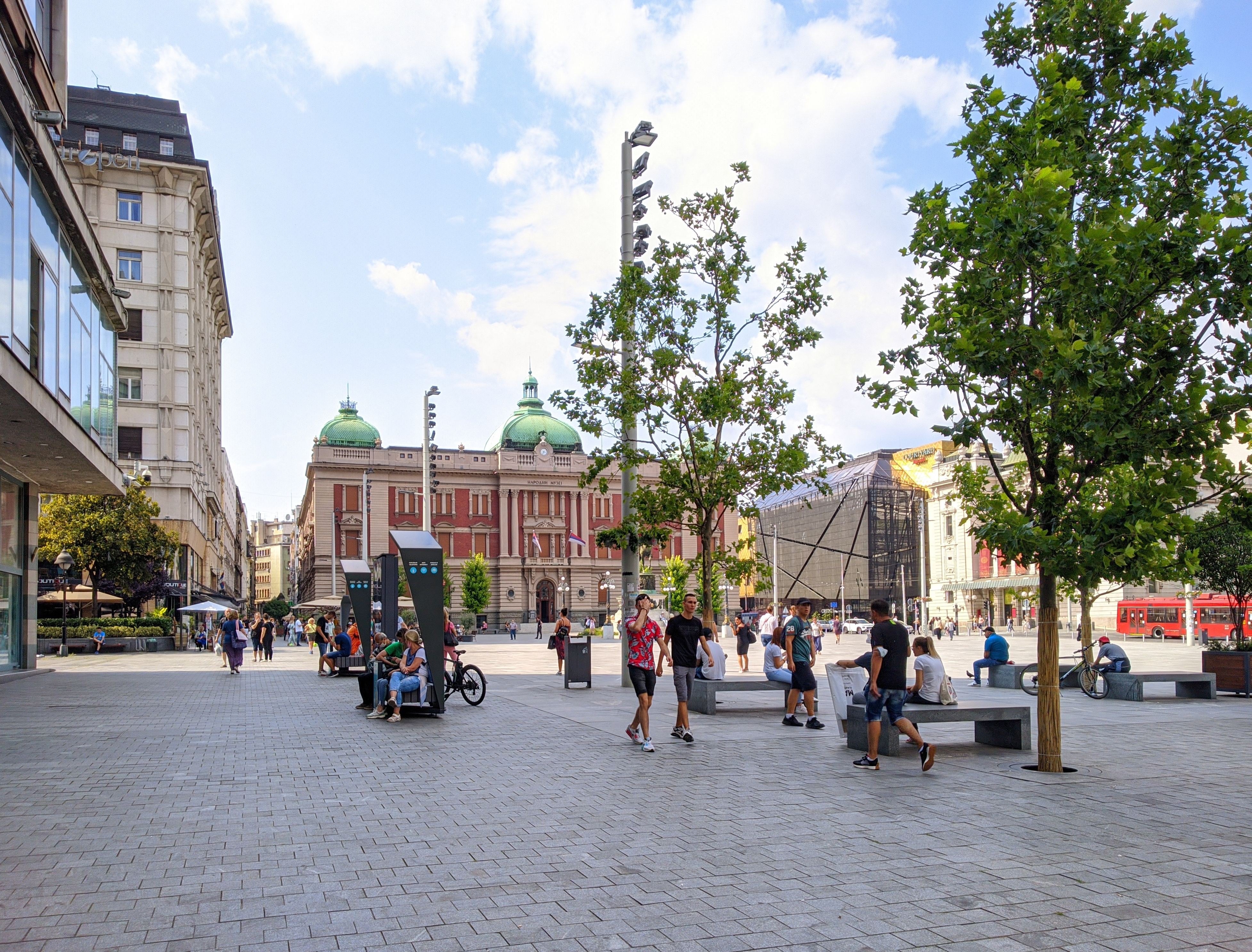
Widok z południa (2021)
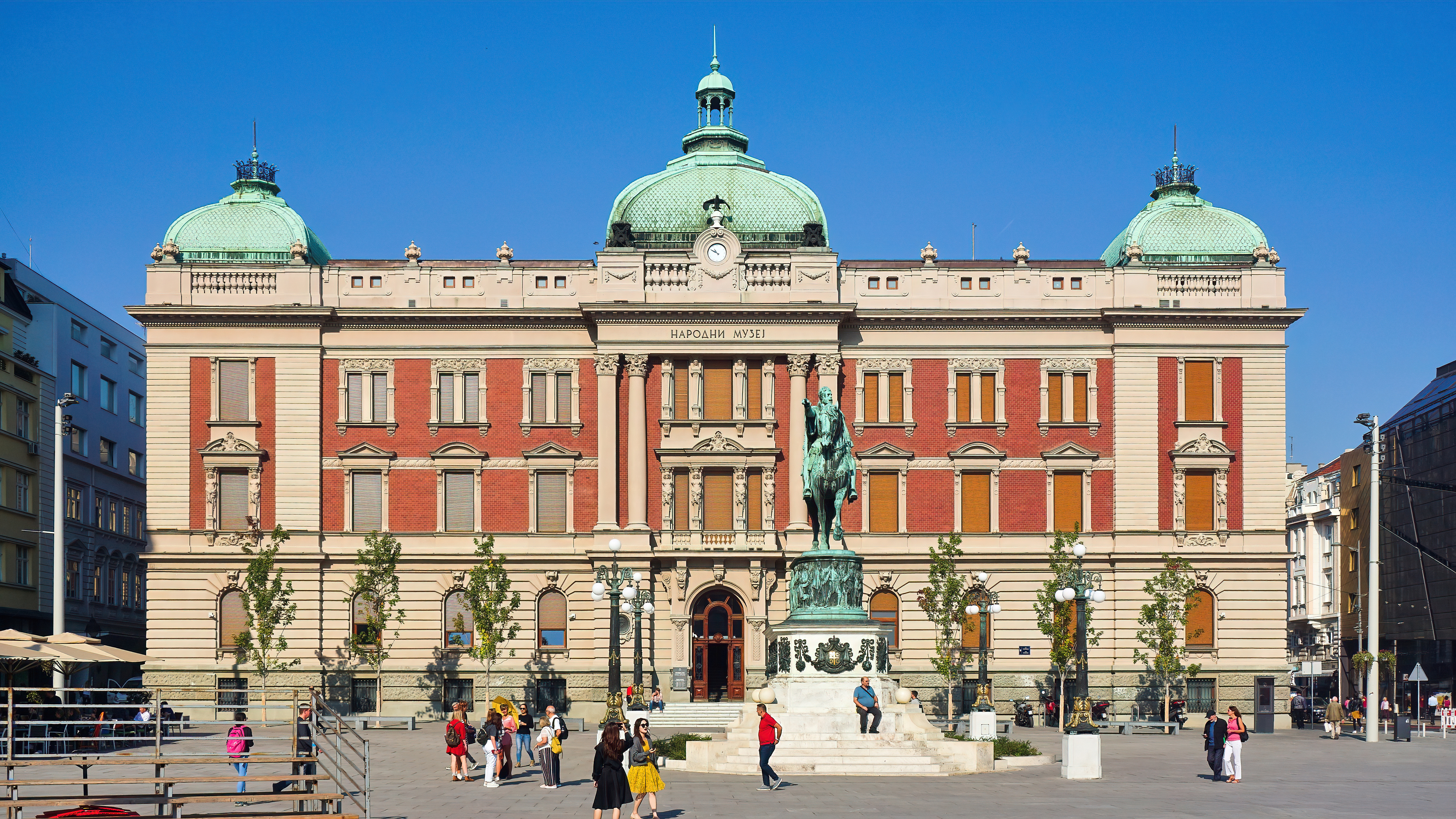
Gmach Muzeum Narodowego (2019)
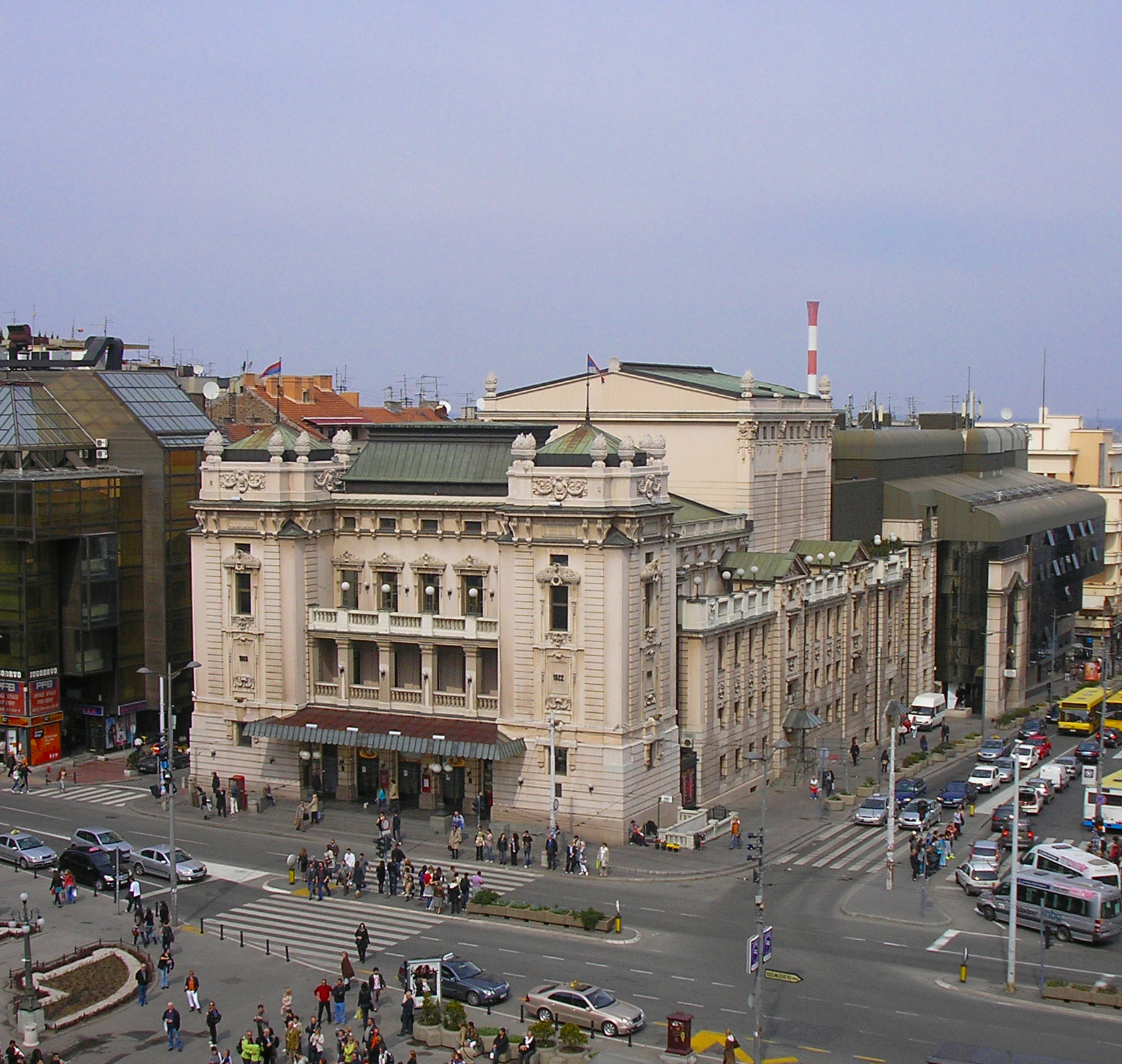
Gmach Teatru Narodowego (2011)
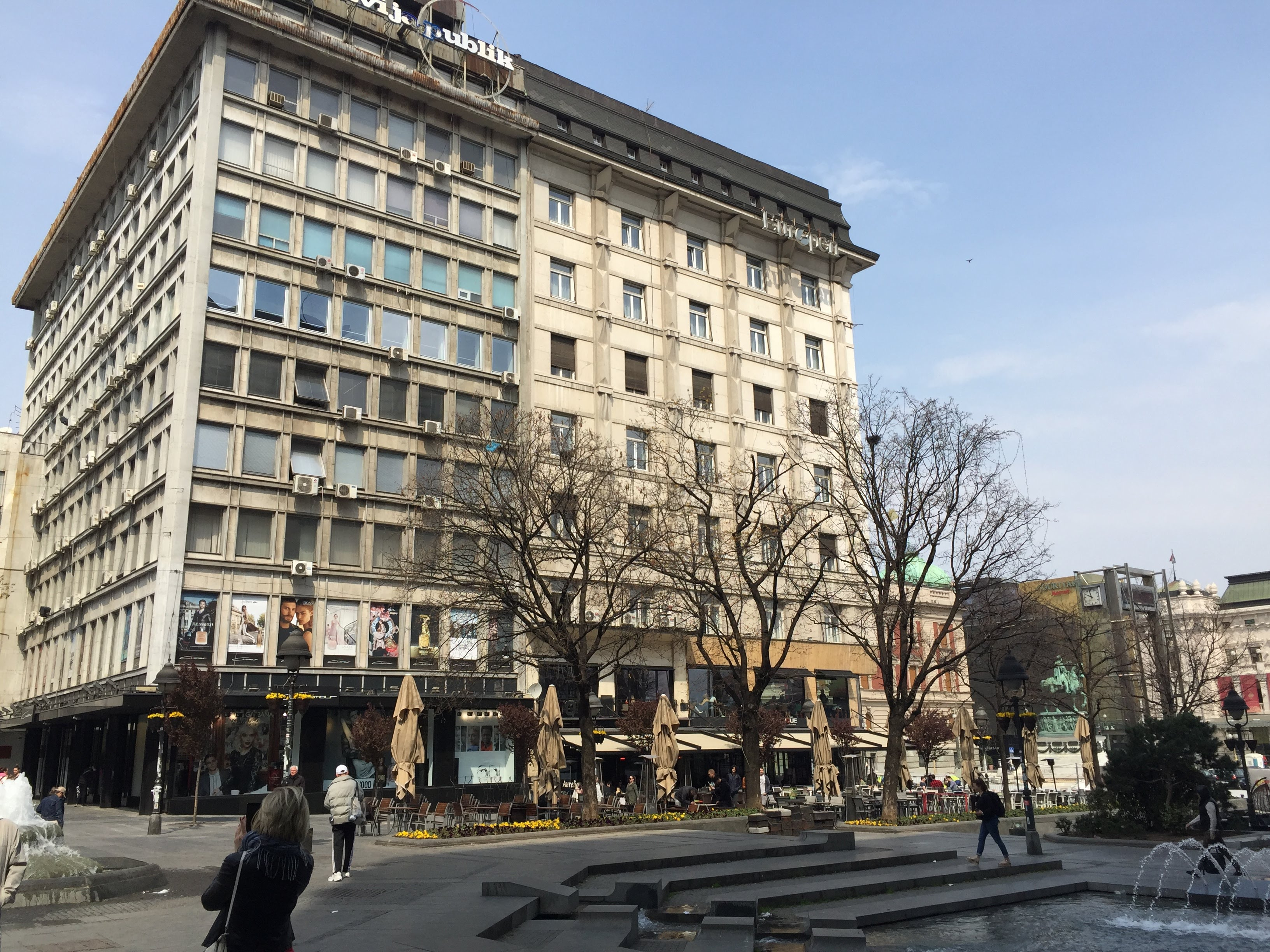
Palata Reuniona (2019)
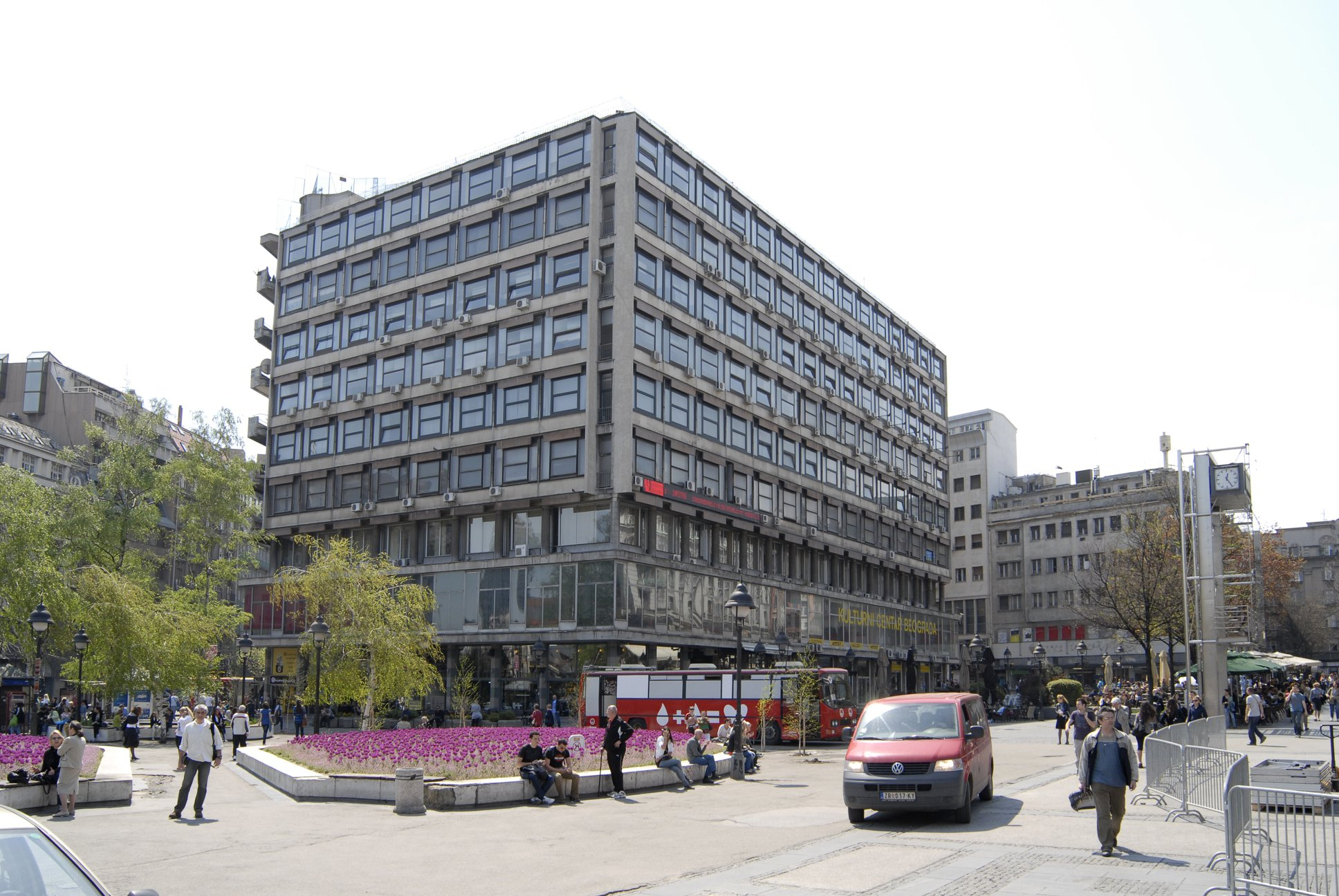
Dom Prasy (2018)
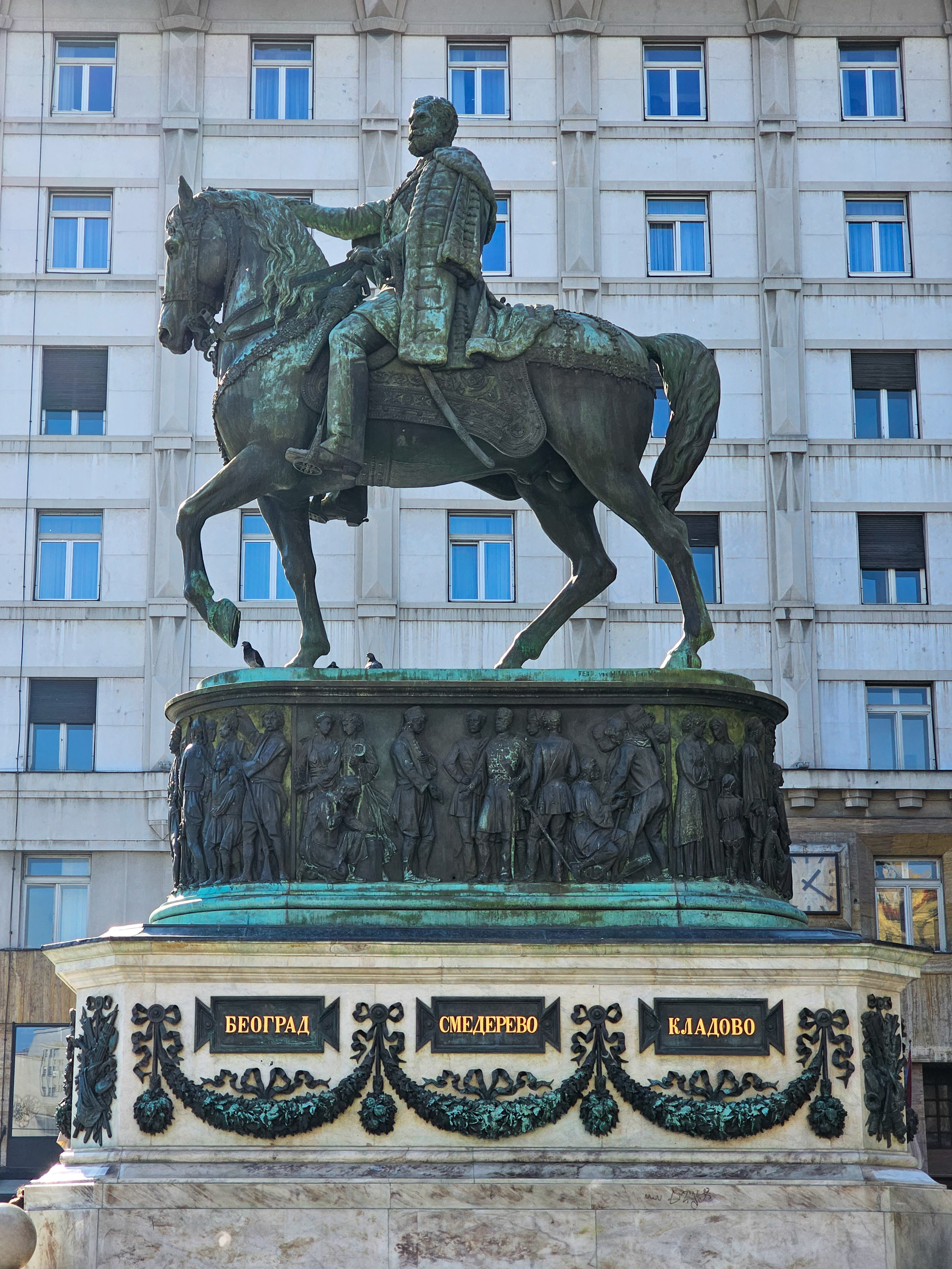
Pomnik księcia Michała (2023)
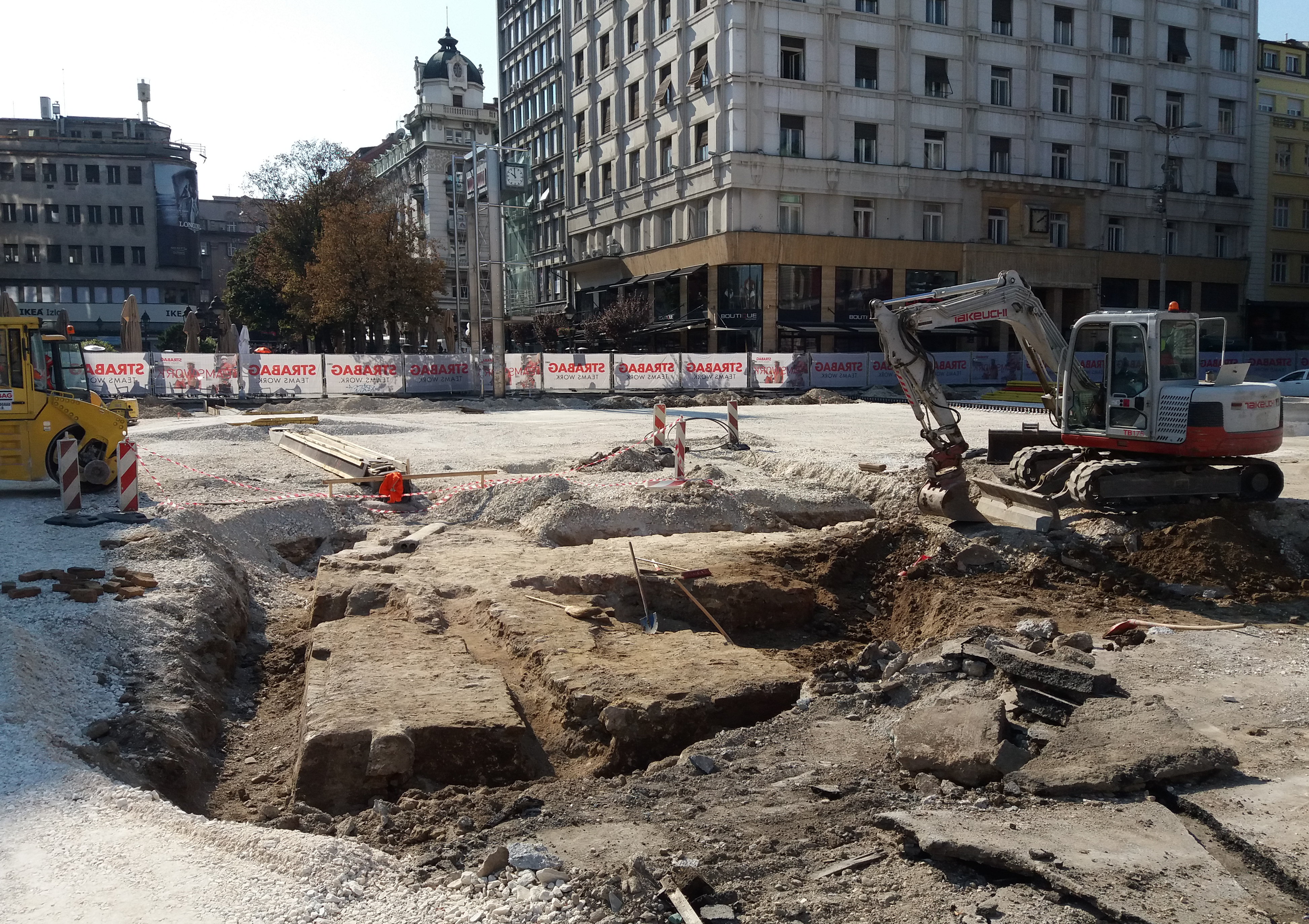
Fundamenty bramy miejskiej (2018)
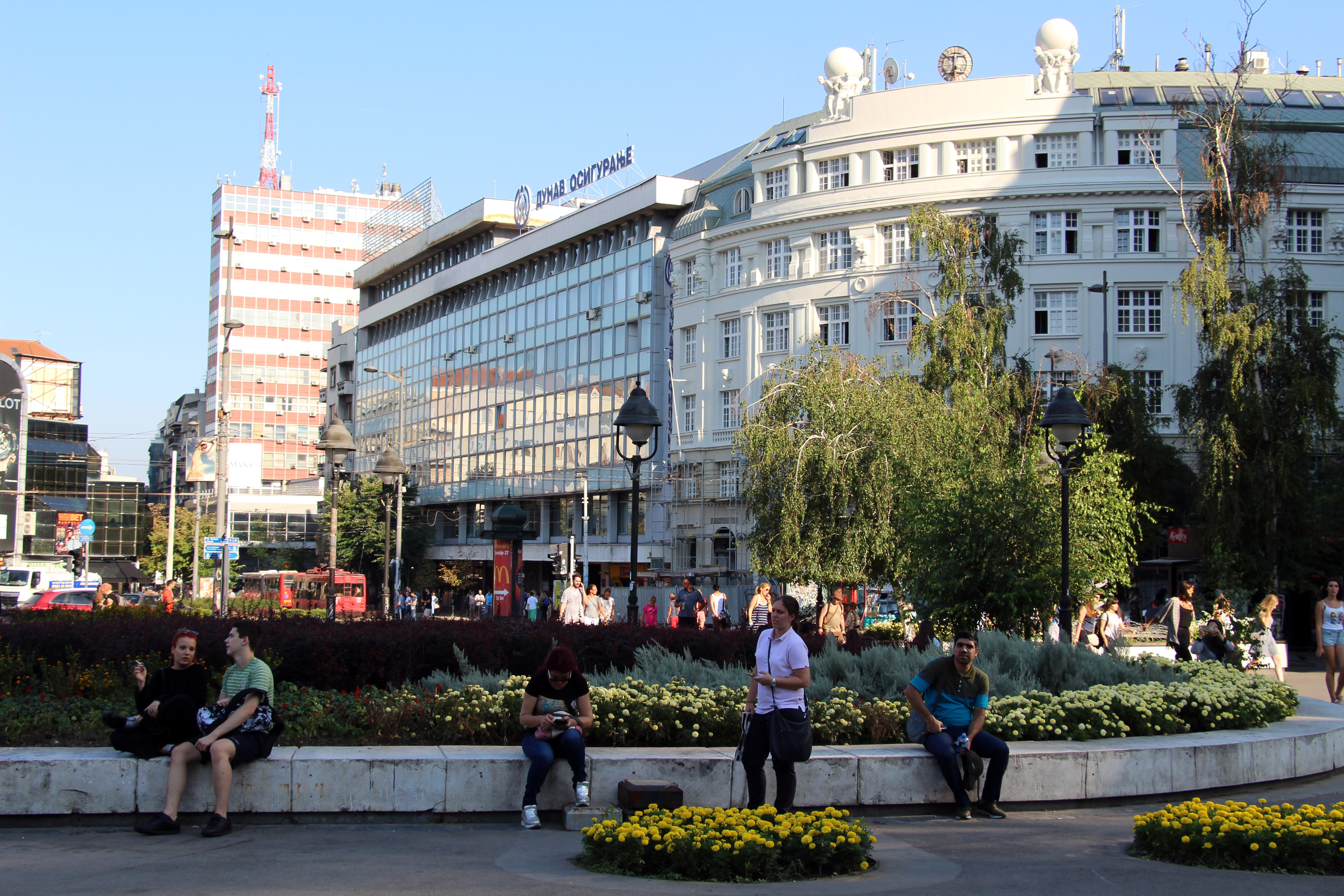
Hotel Centar No.1 (2018)